# Beastie Boys/Diskografie
Diese Diskografie ist eine Übersicht über die musikalischen Werke der US-amerikanischen Rapgruppe Beastie Boys. Den Schallplattenauszeichnungen zufolge hat sie bisher mehr als 30 Millionen Tonträger verkauft, davon alleine in ihrer Heimat über 25,1 Millionen. Ihre erfolgreichste Veröffentlichung ist das Album Licensed to Ill mit mehr als 10,3 Millionen verkauften Einheiten.

## Alben

### Studioalben
| Jahr | Titel                        | Höchstplatzierung, Gesamtwochen, AuszeichnungChartplatzierungen (Jahr, Titel, Platzierungen, Wochen, Auszeichnungen, Anmerkungen) | Höchstplatzierung, Gesamtwochen, AuszeichnungChartplatzierungen (Jahr, Titel, Platzierungen, Wochen, Auszeichnungen, Anmerkungen) | Höchstplatzierung, Gesamtwochen, AuszeichnungChartplatzierungen (Jahr, Titel, Platzierungen, Wochen, Auszeichnungen, Anmerkungen) | Höchstplatzierung, Gesamtwochen, AuszeichnungChartplatzierungen (Jahr, Titel, Platzierungen, Wochen, Auszeichnungen, Anmerkungen) | Höchstplatzierung, Gesamtwochen, AuszeichnungChartplatzierungen (Jahr, Titel, Platzierungen, Wochen, Auszeichnungen, Anmerkungen) | Anmerkungen                                                    |
| Jahr | Titel                        | DE | AT | CH | UK | US | Anmerkungen                                                    |
| ---- | ---------------------------- | --- | --- | --- | --- | --- | -------------------------------------------------------------- |
| 1986 | Licensed to Ill              | DE23 (25 Wo.)DE | — | — | UK7 Gold · (40 Wo.)UK | US1 Diamant · (152 Wo.)US | Erstveröffentlichung: 15. November 1986 Verkäufe: + 10.310.000 |
| 1989 | Paul’s Boutique              | — | — | — | UK44 Silber · (2 Wo.)UK | US14 ×2Doppelplatin · (18 Wo.)US                                                                                                  | Erstveröffentlichung: 25. Juli 1989 Verkäufe: + 2.160.000      |
| 1992 | Check Your Head              | — | — | — | UK— SilberUK | US10 ×3Dreifachplatin · (36 Wo.)US                                                                                                | Erstveröffentlichung: 21. April 1992 Verkäufe: + 3.260.000     |
| 1994 | Ill Communication            | DE11 (45 Wo.)DE | AT10 (16 Wo.)AT | CH12 (20 Wo.)CH | UK10 Gold · (20 Wo.)UK | US1 ×2Doppelplatin · (63 Wo.)US                                                                                                   | Erstveröffentlichung: 23. Mai 1994 Verkäufe: + 2.500.000       |
| 1998 | Hello Nasty                  | DE1 (15 Wo.)DE | AT2 (15 Wo.)AT | CH1 Gold · (14 Wo.)CH | UK1 Platin · (25 Wo.)UK | US1 ×3Dreifachplatin · (48 Wo.)US                                                                                                 | Erstveröffentlichung: 14. Juli 1998 Verkäufe: + 4.100.000      |
| 2004 | To the 5 Boroughs            | DE3 (11 Wo.)DE | AT14 (8 Wo.)AT | CH5 (14 Wo.)CH | UK2 Gold · (13 Wo.)UK | US1 Platin · (19 Wo.)US | Erstveröffentlichung: 15. Juni 2004 Verkäufe: + 1.342.500      |
| 2007 | The Mix-Up                   | DE46 (4 Wo.)DE | AT40 (4 Wo.)AT | CH25 (8 Wo.)CH | UK79 (1 Wo.)UK | US15 (9 Wo.)US | Erstveröffentlichung: 26. Juni 2007 Instrumentalalbum          |
| 2011 | Hot Sauce Committee Part Two | DE3 (11 Wo.)DE | AT20 (4 Wo.)AT | CH3 (12 Wo.)CH | UK9 (4 Wo.)UK | US2 (20 Wo.)US | Erstveröffentlichung: 3. Mai 2011                              |

### Kompilationen
| Jahr | Titel                                         | Höchstplatzierung, Gesamtwochen, AuszeichnungChartplatzierungen (Jahr, Titel, Platzierungen, Wochen, Auszeichnungen, Anmerkungen) | Höchstplatzierung, Gesamtwochen, AuszeichnungChartplatzierungen (Jahr, Titel, Platzierungen, Wochen, Auszeichnungen, Anmerkungen) | Höchstplatzierung, Gesamtwochen, AuszeichnungChartplatzierungen (Jahr, Titel, Platzierungen, Wochen, Auszeichnungen, Anmerkungen) | Höchstplatzierung, Gesamtwochen, AuszeichnungChartplatzierungen (Jahr, Titel, Platzierungen, Wochen, Auszeichnungen, Anmerkungen) | Höchstplatzierung, Gesamtwochen, AuszeichnungChartplatzierungen (Jahr, Titel, Platzierungen, Wochen, Auszeichnungen, Anmerkungen) | Anmerkungen                                                   |
| Jahr | Titel                                         | DE | AT | CH | UK | US | Anmerkungen                                                   |
| ---- | --------------------------------------------- | --- | --- | --- | --- | --- | ------------------------------------------------------------- |
| 1994 | Some Old Bullshit                             | — | — | — | — | US46 (7 Wo.)US | Erstveröffentlichung: 8. Februar 1994                         |
| 1996 | The In Sound from Way Out!                    | — | — | — | UK45 Silber · (2 Wo.)UK | — | Erstveröffentlichung: 2. April 1996 Verkäufe: + 60.000        |
| 1999 | Beastie Boys Anthology: The Sounds of Science | DE50 (8 Wo.)DE | AT42 (5 Wo.)AT | CH72 (5 Wo.)CH | UK36 Gold · (9 Wo.)UK | US19 ×2Doppelplatin · (18 Wo.)US                                                                                                  | Erstveröffentlichung: 23. November 1999 Verkäufe: + 2.480.000 |
| 2005 | Solid Gold Hits                               | — | — | CH83 (1 Wo.)CH | UK71 Gold · (1 Wo.)UK | US42 Gold · (16 Wo.)US | Erstveröffentlichung: 23. Mai 1994 Verkäufe: + 600.000        |
| 2020 | Beastie Boys Music                            | DE77 (1 Wo.)DE | — | CH90 (1 Wo.)CH | — | US64 (1 Wo.)US | Erstveröffentlichung: 23. Oktober 2020 Verkäufe: + 7.500      |

### EPs
| Jahr | Titel        | Höchstplatzierung, Gesamtwochen, AuszeichnungChartplatzierungen (Jahr, Titel, Platzierungen, Wochen, Auszeichnungen, Anmerkungen) | Höchstplatzierung, Gesamtwochen, AuszeichnungChartplatzierungen (Jahr, Titel, Platzierungen, Wochen, Auszeichnungen, Anmerkungen) | Höchstplatzierung, Gesamtwochen, AuszeichnungChartplatzierungen (Jahr, Titel, Platzierungen, Wochen, Auszeichnungen, Anmerkungen) | Höchstplatzierung, Gesamtwochen, AuszeichnungChartplatzierungen (Jahr, Titel, Platzierungen, Wochen, Auszeichnungen, Anmerkungen) | Höchstplatzierung, Gesamtwochen, AuszeichnungChartplatzierungen (Jahr, Titel, Platzierungen, Wochen, Auszeichnungen, Anmerkungen) | Anmerkungen                                                           |
| Jahr | Titel        | DE | AT | CH | UK | US | Anmerkungen                                                           |
| ---- | ------------ | --- | --- | --- | --- | --- | --------------------------------------------------------------------- |
| 1995 | Root Down    | DE38 (9 Wo.)DE | AT38 (2 Wo.)AT | — | UK23 (3 Wo.)UK | US50 (8 Wo.)US | Erstveröffentlichung: 23. Mai 1995 7’’, 12’’, CD, MC                  |
| 1995 | Aglio e Olio | — | — | — | — | US118 (1 Wo.)US | Erstveröffentlichung: 13. November 1995 Charteinstieg in US erst 2021 |

Weitere EPs
- 1982: Polly Wog Stew
- 1994: Pretzel Nugget
- 1998: Nasty Bits
- 1999: Scientists of Sound (The Blow Up Factor Vol. 1)
- 2008: The Mix-Up Bonus Tracks

## Singles
| Jahr | Titel Album                                                  | Höchstplatzierung, Gesamtwochen, AuszeichnungChartplatzierungen (Jahr, Titel, Album, Platzierungen, Wochen, Auszeichnungen, Anmerkungen) | Höchstplatzierung, Gesamtwochen, AuszeichnungChartplatzierungen (Jahr, Titel, Album, Platzierungen, Wochen, Auszeichnungen, Anmerkungen) | Höchstplatzierung, Gesamtwochen, AuszeichnungChartplatzierungen (Jahr, Titel, Album, Platzierungen, Wochen, Auszeichnungen, Anmerkungen) | Höchstplatzierung, Gesamtwochen, AuszeichnungChartplatzierungen (Jahr, Titel, Album, Platzierungen, Wochen, Auszeichnungen, Anmerkungen) | Höchstplatzierung, Gesamtwochen, AuszeichnungChartplatzierungen (Jahr, Titel, Album, Platzierungen, Wochen, Auszeichnungen, Anmerkungen) | Anmerkungen                                   | [↑]: gemeinsam behandelt mit vorhergehendem Eintrag; [←]: in beiden Charts platziert |
| Jahr | Titel Album                                                  | DE | AT | CH | UK | US | Anmerkungen                                   |                                                                                      |
| ---- | ------------------------------------------------------------ | --- | --- | --- | --- | --- | --------------------------------------------- | ------------------------------------------------------------------------------------ |
| 1985 | She’s on It Krush Groove O.S.T.                              | DE44 (7 Wo.)DE | — | — | UK10 (8 Wo.)UK | — | Erstveröffentlichung: 12. September 1985      |                                                                                      |
| 1986 | (You Gotta) Fight for Your Right (to Party!) Licensed to Ill | DE25 (11 Wo.)DE | — | — | UK11 Silber · (13 Wo.)UK | US7 (18 Wo.)US | Erstveröffentlichung: Dezember 1986           |                                                                                      |
| 1987 | Brass Monkey Licensed to Ill                                 | — | — | — | — | US48 Gold (Mastertone) · (10 Wo.)US | Erstveröffentlichung: 5. Januar 1987          |                                                                                      |
| 1987 | No Sleep till Brooklyn Licensed to Ill                       | DE46 (8 Wo.)DE | — | — | UK14 Silber · (7 Wo.)UK | — | Erstveröffentlichung: 1. März 1987            |                                                                                      |
| 1987 | Girls Licensed to Ill                                        | — | — | — | UK34 (4 Wo.)UK | — | Erstveröffentlichung: 6. Mai 1987             |                                                                                      |
| 1989 | Hey Ladies Paul’s Boutique                                   | DE43 (10 Wo.)DE | — | — | — | US36 (10 Wo.)US | Erstveröffentlichung: 25. Juli 1989           |                                                                                      |
| 1992 | Pass the Mic Check Your Head                                 | — | — | — | UK47 (2 Wo.)UK | — | Erstveröffentlichung: 7. April 1992           |                                                                                      |
| 1992 | So What’cha Want Check Your Head                             | — | — | — | — | US93 (5 Wo.)US | Erstveröffentlichung: 2. Juni 1992            |                                                                                      |
| 1994 | Sabotage Ill Communication                                   | — | — | — | UK19 Platin · (4 Wo.)UK | — | Erstveröffentlichung: 28. Januar 1994         |                                                                                      |
| 1994 | Get It Together Ill Communication                            | — | — | —[UK: ↑] | UK19 Platin · (4 Wo.)UK | — | Erstveröffentlichung: 31. Mai 1994            |                                                                                      |
| 1994 | Sure Shot Ill Communication                                  | — | — | — | UK27 (5 Wo.)UK | — | Erstveröffentlichung: 2. Juni 1994            |                                                                                      |
| 1998 | Intergalactic Hello Nasty                                    | DE40 (12 Wo.)DE | AT26 (11 Wo.)AT | CH33 (10 Wo.)CH | UK5 Gold · (7 Wo.)UK | US28 (18 Wo.)US | Erstveröffentlichung: 2. Juni 1998            |                                                                                      |
| 1998 | Body Movin’ Hello Nasty                                      | — | — | — | UK15 (7 Wo.)UK | — | Erstveröffentlichung: 5. November 1998        |                                                                                      |
| 1999 | Remote Control/Three MC’s and One DJ Hello Nasty             | — | — | — | UK21 (3 Wo.)UK | — | Erstveröffentlichung: 23. Januar 1999         |                                                                                      |
| 1999 | Alive Beastie Boys Anthology: The Sounds of Science          | — | — | — | UK28 (4 Wo.)UK | — | Erstveröffentlichung: 19. Oktober 1999        |                                                                                      |
| 2004 | Ch-Check It Out To the 5 Boroughs                            | DE65 (8 Wo.)DE | AT75 (1 Wo.)AT | CH36 (4 Wo.)CH | UK8 (7 Wo.)UK | US68 Gold · (12 Wo.)US | Erstveröffentlichung: 3. Mai 2004             |                                                                                      |
| 2004 | Triple Trouble To the 5 Boroughs                             | — | — | — | UK37 (5 Wo.)UK | — | Erstveröffentlichung: September 2004          |                                                                                      |
| 2004 | An Open Letter to NYC To the 5 Boroughs                      | — | — | — | UK38 (4 Wo.)UK | — | Erstveröffentlichung: November 2004           |                                                                                      |
| 2009 | Too Many Rappers Hot Sauce Committee Part Two                | — | — | — | — | US93 (1 Wo.)US | Erstveröffentlichung: 21. Juli 2009 feat. Nas |                                                                                      |

Weitere Singles
- 1983: Cooky Puss
- 1985: Rock Hard
- 1985: Slow and Low
- 1986: Hold It Now, Hit It
- 1986: The New Style
- 1986: Paul Revere
- 1989: Shadrach
- 1992: Jimmy James
- 1992: Gratitude
- 1992: Professor Booty
- 1992: Something’s Got to Give
- 1993: Stick ’em Up (mit DJ Hurricane)
- 1995: Root Down
- 1998: The Negotation Limerick File
- 2004: Right Right Now
- 2004: Now Get Busy
- 2007: The Electric Worm
- 2007: Off the Grid
- 2009: Lee Majors Come Again
- 2011: Make Some Noise
- 2011: Don’t Play No Game That I Can’t Win (feat. Santigold)

## Videoalben
| Jahr | Titel                         | Höchstplatzierung, Gesamtwochen, AuszeichnungChartplatzierungen (Jahr, Titel, Platzierungen, Wochen, Auszeichnungen, Anmerkungen) | Höchstplatzierung, Gesamtwochen, AuszeichnungChartplatzierungen (Jahr, Titel, Platzierungen, Wochen, Auszeichnungen, Anmerkungen) | Höchstplatzierung, Gesamtwochen, AuszeichnungChartplatzierungen (Jahr, Titel, Platzierungen, Wochen, Auszeichnungen, Anmerkungen) | Höchstplatzierung, Gesamtwochen, AuszeichnungChartplatzierungen (Jahr, Titel, Platzierungen, Wochen, Auszeichnungen, Anmerkungen) | Höchstplatzierung, Gesamtwochen, AuszeichnungChartplatzierungen (Jahr, Titel, Platzierungen, Wochen, Auszeichnungen, Anmerkungen) | Anmerkungen                              |
| Jahr | Titel                         | DE | AT | CH | UK | US | Anmerkungen                              |
| ---- | ----------------------------- | --- | --- | --- | --- | --- | ---------------------------------------- |
| 1987 | Beastie Boys                  | — | — | — | — | US— GoldUS | Erstveröffentlichung: 1987               |
| 1992 | The Skills to Play the Blues  | — | — | — | — | US— GoldUS | Erstveröffentlichung: 2. Juni 1992       |
| 1994 | Sabotage                      | — | — | — | UK3 Gold · (51 Wo.)UK | — | Erstveröffentlichung: 20. September 1994 |
| 2000 | Video Anthology               | — | — | — | UK5 Gold · (9 Wo.)UK | — | Erstveröffentlichung: 10. Oktober 2000   |
| 2006 | Awesome; I Fuckin’ Shot That! | — | — | — | UK4 (6 Wo.)UK | — | Erstveröffentlichung: 25. Juli 2006      |

## Statistik

### Chartauswertung
|                     | DE    | AT    | CH    | UK     | US     |
| ------------------- | ----- | ----- | ----- | ------ | ------ |
| Nummer-eins-Alben   | DE1DE | AT—AT | CH1CH | UK1UK  | US4US  |
| Top-10-Alben        | DE3DE | AT2AT | CH3CH | UK5UK  | US6US  |
| Alben in den Charts | DE9DE | AT7AT | CH7CH | UK11UK | US13US |

|                       | DE    | AT    | CH    | UK     | US    |
| --------------------- | ----- | ----- | ----- | ------ | ----- |
| Nummer-eins-Singles   | DE—DE | AT—AT | CH—CH | UK—UK  | US—US |
| Top-10-Singles        | DE—DE | AT—AT | CH—CH | UK3UK  | US1US |
| Singles in den Charts | DE6DE | AT2AT | CH2CH | UK14UK | US7US |

|                          | DE    | AT    | CH    | UK    | US    |
| ------------------------ | ----- | ----- | ----- | ----- | ----- |
| Nummer-eins-Videoalben   | DE—DE | AT—AT | CH—CH | UK—UK | US—US |
| Top-10-Videoalben        | DE—DE | AT—AT | CH—CH | UK3UK | US—US |
| Videoalben in den Charts | DE—DE | AT—AT | CH—CH | UK3UK | US—US |

### Auszeichnungen für Musikverkäufe
| Goldene Schallplatte - Australien - 1999: für das Album Anthology – The Sounds of Science - 2004: für das Album To the 5 Boroughs - Belgien - 1999: für das Album Hello Nasty - Japan - 1998: für das Album Ill Communication - 2000: für das Album Anthology – The Sounds of Science - 2004: für das Album To the 5 Boroughs - Kanada - 2004: für das Album Root Down - Neuseeland - 1987: für das Album Licensed to Ill - 2004: für das Album To the 5 Boroughs - 2024: für das Album Beastie Boys Music - Niederlande - 1999: für das Album Hello Nasty - Norwegen - 1999: für das Album Hello Nasty - 1999: für die Single Intergalactic - Schweden - 1998: für das Album Hello Nasty - Vereinigte Staaten - 1995: für das Videoalbum Beastie Boys Home Video - 2006: für den Mastertone Brass Monkey | Platin-Schallplatte - Australien - 1999: für das Album Hello Nasty - Japan - 1998: für das Album Hello Nasty - Kanada - 1998: für das Album Paul’s Boutique - 2004: für das Album To the 5 Boroughs - Neuseeland - 1998: für das Album Hello Nasty - 2000: für das Album Anthology – The Sounds of Science - 2025: für die Single (You Gotta) Fight for Your Right (to Party!) - Schweden - 1998: für die Single Intergalactic | 2× Platin-Schallplatte - Kanada - 1998: für das Album Licensed to Ill - 1999: für das Album Anthology – The Sounds of Science - 2004: für das Album Check Your Head - 2004: für das Videoalbum Video Anthology 3× Platin-Schallplatte - Kanada - 1998: für das Album Ill Communication - 1998: für das Album Hello Nasty |

Anmerkung: Auszeichnungen in Ländern aus den Charttabellen bzw. Chartboxen sind in ebendiesen zu finden.
| Land/RegionAuszeichnungen für Musikverkäufe (Land/Region, Auszeichnungen, Verkäufe, Quellen) | Silber     | Gold       | Platin       | Diamant  | Verkäufe   | Quellen                                                                     |
| -------------------------------------------------------------------------------------------- | ---------- | ---------- | ------------ | -------- | ---------- | --------------------------------------------------------------------------- |
| Australien (ARIA)                                                                            | —          | 2× Gold2   | Platin1      | —        | 140.000    | aria.com.au                                                                 |
| Belgien (BRMA)                                                                               | —          | Gold1      | —            | —        | 25.000     | ultratop.be                                                                 |
| Japan (RIAJ)                                                                                 | —          | 3× Gold3   | Platin1      | —        | 550.000    | riaj.or.jp                                                                  |
| Kanada (MC)                                                                                  | —          | Gold1      | 16× Platin16 | —        | 1.470.000  | musiccanada.com                                                             |
| Neuseeland (RMNZ)                                                                            | —          | 3× Gold3   | 3× Platin3   | —        | 85.000     | aotearoamusiccharts.co.nz NZ2 NZ3                                           |
| Niederlande (NVPI)                                                                           | —          | Gold1      | —            | —        | 50.000     | nvpi.nl                                                                     |
| Norwegen (IFPI)                                                                              | —          | 2× Gold2   | —            | —        | 35.000     | ifpi.no (Memento vom 5. November 2012 im Internet Archive)                  |
| Schweden (IFPI)                                                                              | —          | Gold1      | Platin1      | —        | 70.000     | sverigetopplistan.se ifpi.se (Memento vom 21. Mai 2012 im Internet Archive) |
| Schweiz (IFPI)                                                                               | —          | Gold1      | —            | —        | 25.000     | hitparade.ch                                                                |
| Vereinigte Staaten (RIAA)                                                                    | —          | 7× Gold7   | 13× Platin13 | Diamant1 | 25.150.000 | riaa.com                                                                    |
| Vereinigtes Königreich (BPI)                                                                 | 5× Silber5 | 7× Gold7   | 2× Platin2   | —        | 2.405.000  | bpi.co.uk                                                                   |
| Insgesamt                                                                                    | 5× Silber5 | 29× Gold29 | 37× Platin37 | Diamant1 |            |                                                                             |